# Froidefontaine
Froidefontaine település Franciaországban, Territoire de Belfort megyében. Lakosainak száma 446 fő (2022. január 1.). Froidefontaine Autrechêne, Bourogne, Brebotte, Charmois, Grandvillars, Grosne, Morvillars és Recouvrance községekkel határos.

## Népesség
A település népességének változása:
| Lakosok száma | 456  | 451  | 462  | 456  | 458  | 467  | 472  | 459  | 446  |
|               | 2013 | 2015 | 2016 | 2017 | 2018 | 2019 | 2020 | 2021 | 2022 |